# يوزيف بالا
يوزيف بالا (بالمجرية: Balla József)‏ هو مصارع رياضي مجري، ولد في 1955 في المجر، وتوفي في 2003 في كيكسكيميت في المجر بسبب قصور القلب.

## وصلات خارجية
- يوزيف بالا على موقع قاعدة بيانات المصارعة الدولية (الإنجليزية)
- يوزيف بالا على موقع اللجنة الأولمبية الدولية (الإنجليزية)
- يوزيف بالا على موقع أوليمبيديا (الإنجليزية)
- يوزيف بالا على موقع اللجنة الأولمبية المجرية (الهنغارية)